# Málec Sándor
Málec Sándor (szlovákul: Alexa Málec, ukránul: Олександр Михайлович Малець, Olekszandr Mihajlovics Malecy, oroszul: Александр Михайлович Малец, Alekszandr Mihajlovics Malec) (Ungvár, Ungi zsupa, Csehszlovákia, 1922. – Ungvár, Ukrajna, ?.) csehszlovák, magyar, ukrán és szovjet labdarúgócsatár, többszörös kárpátaljai területi és kelet-szlovákiai bajnok, a magyar NB II Északi csoportjának 4. helyezettje (1944). Később ukrán és szovjet labdarúgóedző, -játékvezető és sportvezető. A Hoverla Uzsgorod másodosztályú ukrán labdarúgócsapat vezetője, amellyel 1972-ben ezüstérmes lett az országos bajnokságban és kétszer jutott el az Ukrán labdarúgókupa negyeddöntőjéig (1974, 1976). Ő volt Kárpátalja sportolóinak egyike, aki már az ötvenes években megkapta a „Köztársasági labdarúgó-játékvezető” és „Össz-szövetségi labdarúgó-játékvezető” kitüntető címeket.

## Pályafutása

### Játékosként
A labdarúgó pályafutását a csehszlovák labdarúgó-bajnokság szlovák csoportjában részt vevő UMTE Užhorod ificsapatában kezdte (1934), majd 1938-ban bekerült a klub felnőttkeretébe. Az első bécsi döntés (1938. november 2.) értelmében Felvidék és Kárpátalja egyes részeit visszacsatolták Magyarországhoz, és a visszatért területek futballcsapatai bekapcsolódhattak a magyar labdarúgó-bajnokságba. Málec 1942 nyaráig továbbra is az MTE Ungvár csapatában szerepelt, amely az ő részvételével többször megnyerte a kárpátaljai labdarúgó-bajnokságot, valamint 5. helyezést ért el a magyar bajnokság Felvidéki kupája Déli csoportjában (1938/1939). Ezt követően átigazolt a másik helyi klubhoz – az Ungvári SK Rusj-hoz. Ez a csapat az 1943/1944-es szezonban a megtisztelő 4. helyett harcolta ki az NB II Északi csoportjában. A következő szezonban azonban több meccset már nem tudott lejátszani a magyar második osztályban, mert jött a front, a bajnokság félbeszakadt, illetve az első osztályú fővárosi csapatok részvételével hadi-bajnokságként decemberig folytatódott. Az Ungvári SK Rusj ezzel befejezte magyarországi szereplését.
A második világháborút lezáró párizsi békeszerződések Kárpátalját a Szovjetunióhoz csatolták, és Ukrajna része lett. Málec Sándort 1945 tavaszán ismételten meghívták az akkor már UMTE Uzsgorodra átkeresztelt korábbi csapatába, amellyel abban az évben megnyerte a Kárpáton-túli Ukrajna első, és egyben utolsó bajnokságát, és azt követően az aktív pályafutását befejezte.

### Edzőként és labdarúgó-játékvezetőként
A negyvenes évek második felében, a játékvezetői vizsga megszerzése után, különböző szintű városi és megyei labdarúgótornákon szerezte meg a szükséges tapasztalatokat, majd az ötvenes években ellenőrei és sportvezetői javaslatára lett az ukrán másodosztályú, majd később a szovjet I. Liga játékvezetője. Ő elsőként az országban alkalmazta a játék követésének taktikáját átlós rendszerben. Az ukrán és szovjet bajnokságban több mint száz meccset vezetett le mindenki megelégedésére, ebből harminchármat a szovjet bajnokság első osztályában. Mindeközben több tucat országok válogatott-csapatai közötti és egyéb nemzetközi labdarúgó-mérkőzés levezetését is rábízták a játékvezetői-szövetség vezetői. Az aktív labdarúgó-játékvezetői tevékenységét 1964-ben fejezte be, de a sporttól nem vonult vissza. Továbbra is tagja maradt a városi és megyei labdarúgó-szövetségnek, illetve a megyei labdarúgó-játékvezetői testületnek.   
1972-ben őt felkérték, hogy vállalja el a Hoverla Uzsgorod ukrán másodosztályú csapat vezetését, amely megbízatásnak eleget tett. A Hoverla már abban az évben ezüstérmes lett az ukrán bajnokságban, az azt követő két évben pedig 4. és 5. helyezést ért el a bajnoki tabellán, majd kétszer is eljutott az Ukrán labdarúgókupa negyeddöntőjéig.

## Sikerei, díjai
Magyar NB II Északi csoport
- 4. hely (1): 1944

Ukrán bajnokság
- 2. hely (1): 1972
- 4. hely (1): 1973
- 5. hely (1): 1974
- labdarúgókupa negyeddöntős (2): 1974, 1976
- „Köztársasági labdarúgó-játékvezető” kitüntető cím (1): 1950

Szovjet bajnokság
- „Össz-szövetségi labdarúgó-játékvezető” kitüntető cím (1): 1958

## Ajánlott irodalom
- Fedák László. Kárpátalja a sporteredmények tükrében (111., 117. és 136. oldal). Ungvár: Karpati (1994) (ukránul)
- Krajnyanica Péter. A kárpátaljai labdarúgás története (72., 177., 195. és 196. oldal). Ungvár: Karpati (2004) (ukránul)
- Mihalina László. Otthon minden kő megsegít... (27., 106., 107. és 108. oldal). Vác: Kucsák Könyvkötészet és Nyomda (2011)